# Kościół św. Piotra i Pawła w Gdańsku
Kościół św. Piotra i Pawła – kościół w Gdańsku, przy ulicy Żabi Kruk. Jest on historyczną farą Starego Przedmieścia. Należy do grupy największych kościołów gotyckich w Gdańsku. W latach 1590–1945 był głównym kościołem gdańskich ewangelików reformowanych. Odbywały się tutaj nabożeństwa po polsku, angielsku, francusku i niemiecku. W 1958 na mocy decyzji władz PRL przekazano ją rzymskim i ormiańskim katolikom.

## Historia

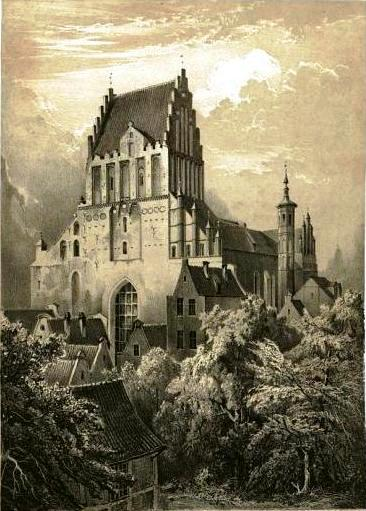
Widok archiwalny

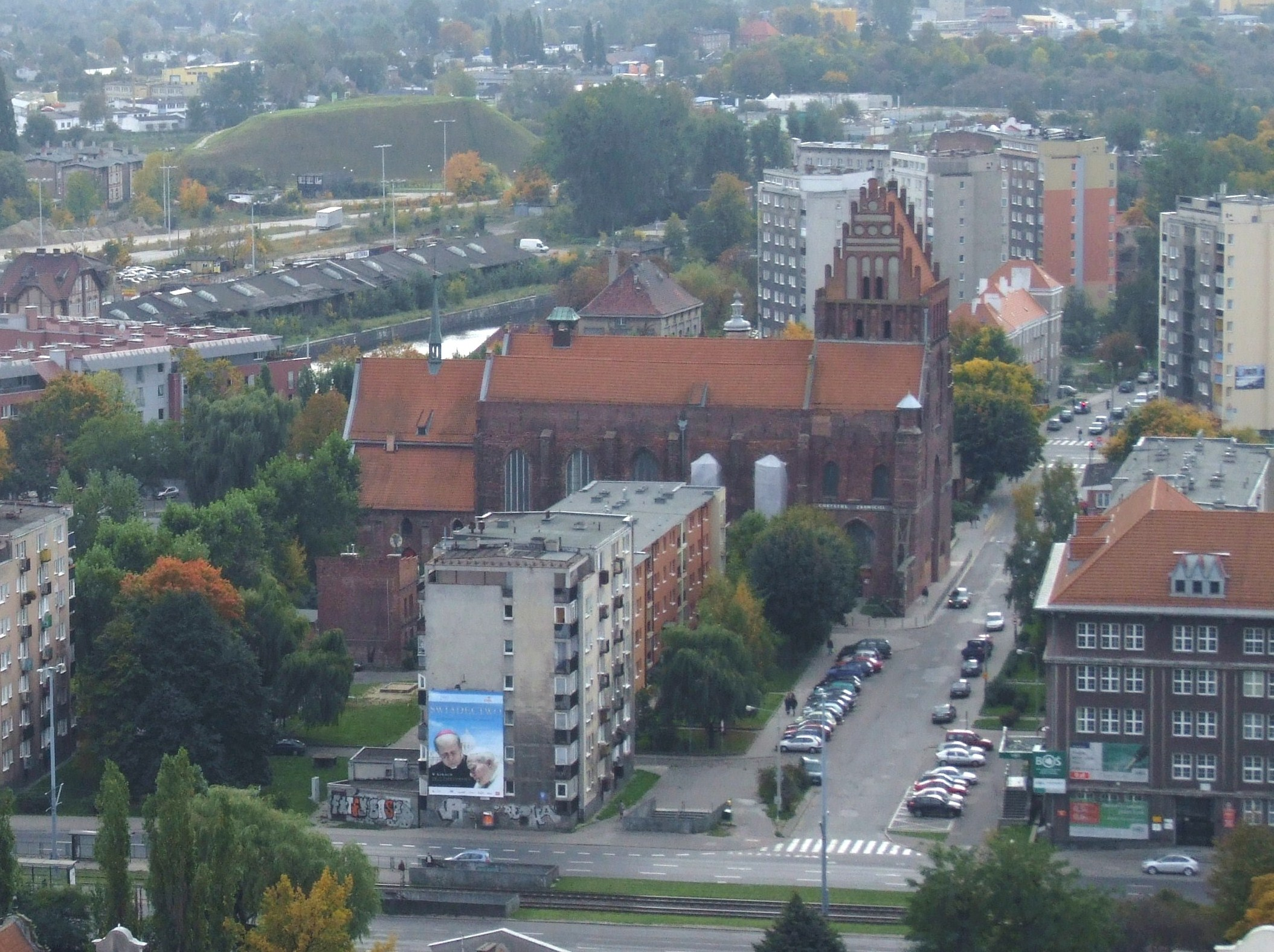
Kościół św. Piotra i Pawła z otoczeniem

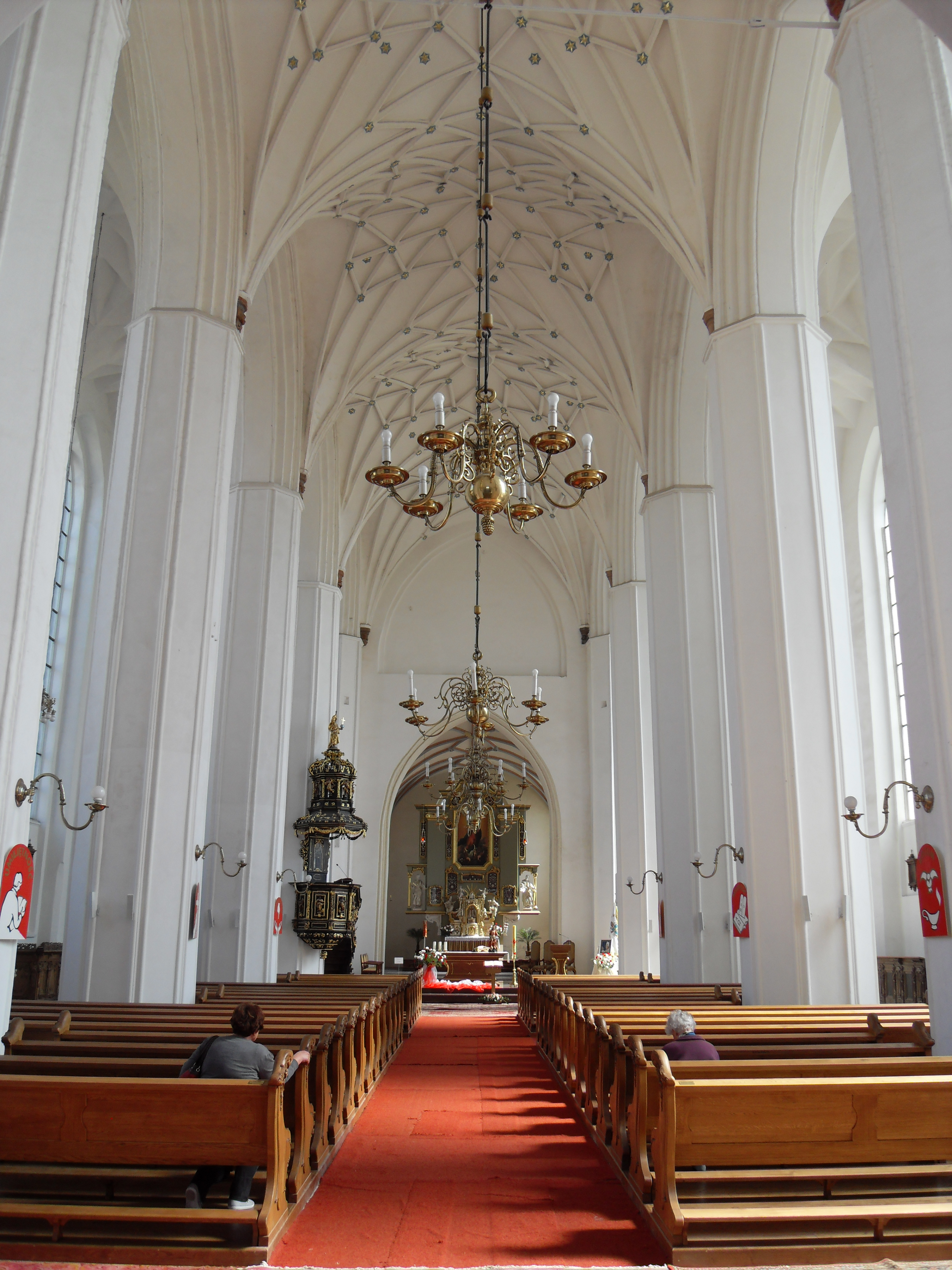
Wnętrze kościoła

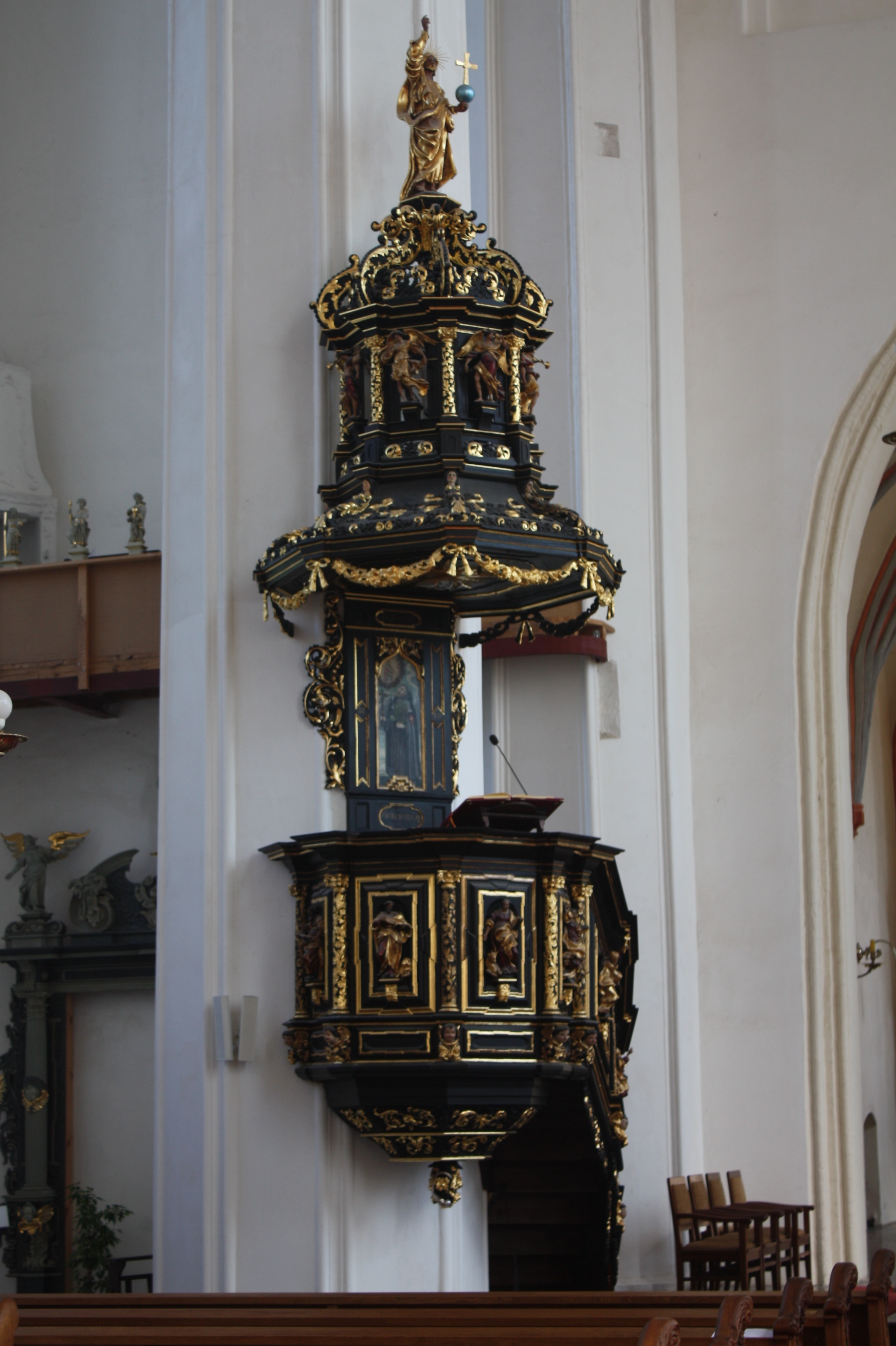
Barokowa ambona

- 1397 Budowa kościoła św. Piotra jako filii Kościoła Mariackiego w Gdańsku.
- 1424 Całkowity pożar kościoła, list odpustowy na rzecz jego odbudowy.
- 1436 Przy kościele powstaje szkoła, która istnieje tu do 1904 r.
- 1456 Odbudowa świątyni. 28 stycznia dekretem Jana Gruszczyńskiego, biskupa kujawskiego, Gdańsk podzielono na 6 parafii. Jedną z nich jest parafia św. Piotra i Pawła, a kościół zostaje farą.
- 1458 Powstaje kaplica św. Tomasza ufundowana przez włókniarzy.
- 1460 Cieśle okrętowi z Lastadii fundują kaplicę św. Andrzeja.
- 1484 Poświęcenie kaplicy pw. 11000 dziewic.
- 1486–1514 Rozbudowa i podwyższenie murów. Budowa potężnej wieży.
- 1516 Zakończenie budowy sklepień.
- 1521 Pożar wnętrza wieży kościelnej.
- 1557 Rada miejska przekazuje kościół luteranom, którzy stają się dominującym wyznaniem w Gdańsku.
- 1579 Zburzenie kaplic Trzech Króli, św. Tomasza, 11000 Dziewic, św. Jerzego, św. Anny i N.M.P.
- 1589 pierwsze nabożeństwa kalwińskie w języku polskim; dominuje niemiecki i niderlandzki
- 1590 Zdjęcie figury N.M.P. z ołtarza głównego przez kalwinistów.
- 1622 Obiekt staje się główną świątynią gdańskich kalwinistów; kościół zostaje dostosowany do ich kultu.
- 1626 Wojcich Niclassus powołany jako pierwszy stały polski kaznodzieja
- 1642 Gerard Benning znakomity ludwisarz gdański wykonuje dla kościoła dzwon „TUBA DEI”.
- 1656–1682 Prace konserwacyjne.
- 1688 kościół zostaje udostępniony na nabożeństwa kalwińskie po francusku dla hugenockich uchodźców religijnych z Francji.
- 1707 likwidacja stanowiska polskiego kaznodziei, choć nabożeństwa po polsku sporadycznie będą się odbywać do końca XVIII wieku
- 1734 Podczas oblężenia Gdańska przez wojska rosyjskie do wnętrza kościoła wpada pocisk.
- 1769 Powstają wielkie organy.
- 1807 Podczas oblężenia Gdańska przez Francuzów świątynia zostaje ostrzelana i poważnie uszkodzona.
- 1807–1817 Kościół zamieniono na magazyn siana i słomy.
- 1813 Podczas oblężenia miasta przez wojska rosyjskie i pruskie obiekt ponownie zbombardowano.
- 1817–1821 Ogólny remont dachów. Likwidacja sygnaturki z dachu prezbiterium i dzwonnicy z dachu nawy głównej oraz całego dawnego wyposażenia wnętrza z wyjątkiem organów.
- 1820 Gdański Garnizon Wojskowy przejmuje obiekt jako współużytkownik na okres 25 lat.
- 1823 likwidacja francuskiej (hugenockiej) parafii reformowanej.
- 1890–1900 Najpoważniejsze prace remontowe. Usunięcie tynków zewnętrznych.
- 1945 Podczas szturmu Armii Czerwonej na Gdańsk, kościół został zbombardowany, a później ponownie podpalony. Runęły wówczas konstrukcje dachowe prezbiterium, nawy południowej i częściowo nawy głównej. Oberwaniu uległa większość sklepień. Zburzone zostały trzy filary międzynawowe.
- lato 1945 r. zamurowanie otworów wejściowych; adaptacja zakrystii na kaplicę rzymskokatolicką bez podstawy i tytułu prawnego przez księży zmartwychwstańców[2].
- 1947 prawo do kościoła odzyskuje Kościół ewangelicko-reformowany, ale ze względu na obecność katolików zwleka z odbudową
- 1949 władze PRL odbierają kościół kalwinistom powołując się na zbyt wolne tempo odbudowy[2];
- 20 marca 1958 r. władze PRL przekazały kościół Kurii Gdańskiej pomimo protestów ewangelików-reformowanych.
- 1958–1959 odbudowano jedną z naw, a w dawnej zakrystii urządzono kaplicę dla obrazu Matki Bożej Łaskawej ze Stanisławowa[3].
- 1976 Początek planowej rekonstrukcji świątyni.
- 1977 Ukończenie odbudowy wieży.
- 1978–1982 Odgruzowanie i rekonstrukcja 3 filarów i łuków.
- 1982–1984 Nowa konstrukcja dachu, pokrycie dachówką.
- 1984 Rekonstrukcja sygnaturki i attyki fasady wschodniej.
- 1985 Rekonstrukcja okien i nowy wystrój kaplicy chrzcielnej.
- 1986 Odbudowa murów wewnętrznych prezbiterium.
- 1987 Nowy wystrój nawy północnej.
- do 1992 przy kościele funkcjonowała kaplica ormiańska (posługę pełnił ks. prałat Kazimierz Filipiak).
- 1999–2009 przy parafii działała też ormiańskokatolicka parafia personalna (ustanowiona dekretem ówczesnego ordynariusza wiernych obrządku ormiańskiego w Polsce, prymasa Józefa Glempa).
- 2006 Boczny ołtarz św. Klemensa Marii Hofbauera (w sierpniu) oraz ołtarz główny (we wrześniu) – uroczyście święci abp Tadeusz Gocłowski.
- 2007 – uroczysta intronizacja (przeniesienie z kaplicy bocznej do ołtarza głównego) cudownego obrazu Matki Bożej Łaskawej oraz ustanowienie nowego sanktuarium maryjnego w diecezji gdańskiej[4]
- 2009 Odsłonięto chaczkar – dar ormiańskiej fundacji Piunik, jako znak przyjaźni Ormian i Polaków[5].
- 2009 Dekretem ordynariusza wiernych obrządku ormiańskiego w Polsce, arcybiskupa Kazimierza Nycza, przy kościele powołano parafię ormiańskokatolicką. Jej proboszczem został ksiądz prałat Cezary Annusewicz[6].
- 2 czerwca 2019 około 06:00 w wyniku zwarcia instalacji elektrycznej doszło do pożaru dachu nad zakrystią i prezbiterium, w wyniku którego spłonęło ok. 200 m kw. konstrukcji dachu. Wyposażenie świątyni nie uległo uszkodzeniom. W akcji gaśniczej uczestniczyło blisko 100 strażaków i 28 zastępów straży pożarnej[7][8]. Skutki pożaru usuwano do jesieni 2020[9].

## Dane
- długość, łącznie z przyporami wieży: 62 m
- szerokość: 26 m
- wysokość wieży: 41 m
- powierzchnia użytkowa: 1392 m²

## Wyposażenie wnętrza
Ze względu na pożary i bombardowania, dostosowanie kościoła do celów gospodarczych, ogromna część wyposażenia nie ostała się do czasów współczesnych.
Fakt, że kościół przez ponad 300 lat był świątynią kalwińską, odzwierciedla jedyna oryginalna część wnętrza: kaplica Uphagenów z 1774 roku z zachowanym epitafium w formie antycznej oraz rokokową drewnianą obudową. Zachowały się średniowieczne kamienne chrzcielnice, rokokowy kominek i nagrobek Piotra Uphagena z 1774 roku. Cenna jest też kolekcja żyrandoli z XVII wieku uratowanych przed zniszczeniem.
W nawie północnej stalla renesansowa z XVII wieku. Prowadzone są prace konserwatorskie przy ok. 60 płytach nagrobnych. Wewnątrz kościoła zgromadzono elementy barokowej snycerki. Zaplanowano odtworzenie empory muzycznej w nawie południowej, z wykorzystaniem części autentycznej stolarki. W zakończeniu nawy północnej zachowana gotycka chrzcielnica z XV wieku.

### Obraz Matki Bożej Łaskawej
Obraz Matki Bożej Łaskawej znajdował się w kościele ormiańskim w Stanisławowie. Po II wojnie światowej wraz z wotami i wieloma sprzętami kościelnymi został przez ks. Kazimierza Filipiaka przewieziony do Gdańska
Obraz ten, o wymiarach 56 × 70 cm, powstał na przełomie XVII i XVIII wieku jako replika obrazu Matki Boskiej Częstochowskiej, ale na twarzy Maryi nie ma blizn. Pierwsza wzmianka o obrazie pochodzi ze Stanisławowa i odnosi się do roku 1742. Obraz został ukoronowany koronami papieskimi 30 maja 1937 r.